# Peuerbach

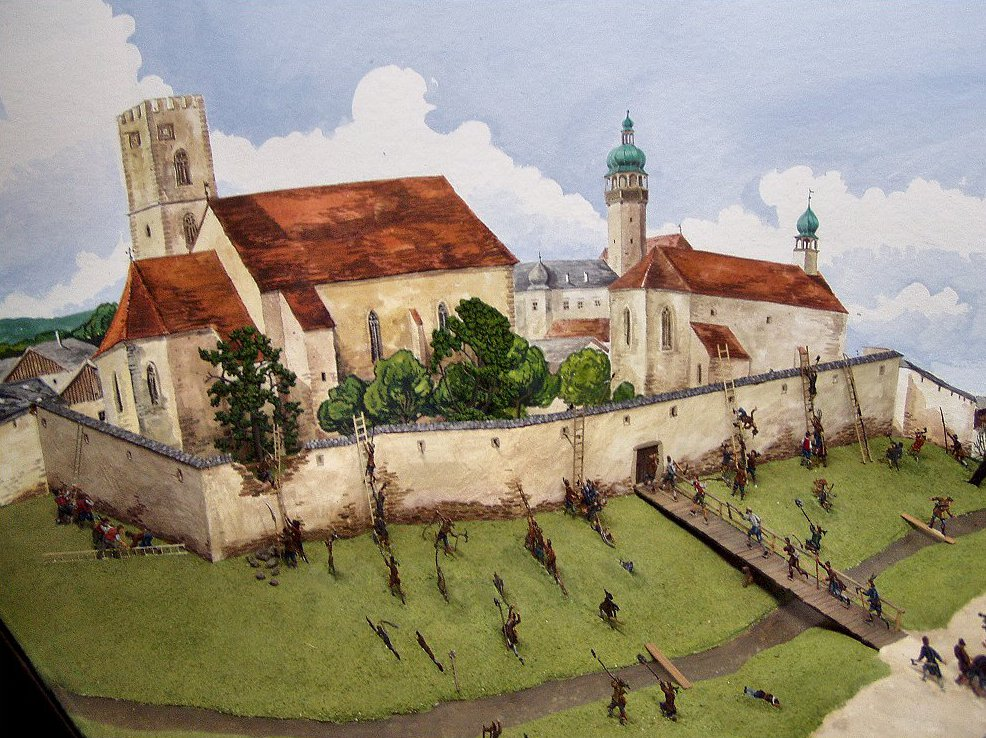
Siege of Peuerbach - Diorama ở bảo tàng địa phương

Peuerbach là một đô thị ở huyện in Grieskirchen, bang Oberösterreich, Áo. Đô thị này có diện tích 11 km², dân số thời điểm ngày 31 tháng 12 năm 2005 là 2162 người.

## Dân địa phương nổi tiếng
- Georg von Peuerbach (1423-1461), nhà thiên văn
- Klaus Klaffenböck, vận động viên
- Sebastian Wiesenberger, tuyển thủ bóng bàn
- Helga Schachinger, nhà văn